# ゲーム脳
ゲーム脳（ゲームのう）は、日本大学文理学部体育学科教授で脳科学者である森昭雄が2002年7月に出版した著書『ゲーム脳の恐怖（NHK出版）』において提示した前頭前野のβ波が低下した状態を表す造語である。マスメディアや教育者に支持され話題となったが、その後、様々な研究者などから批判され、疑似科学（ニセ科学）ともいわれた。ここでいう「ゲーム」とは狭い意味でコンピュータゲームに限定した用語であり、将棋や囲碁などのボードゲームは含まない。
森は、独自開発の簡易脳波計でゲーム中の脳波を測定する実験によって、「テレビゲーム・携帯電話のメール入力・パソコンといった電子機器の操作が人間の脳に与える悪影響」を見出したと主張している。ここでいう「脳に与える悪影響」とされるものを象徴的な言葉で表現したのが「ゲーム脳」である。

## 概要
以降の解説において、森が独自に開発した簡易脳波計による測定結果と「α波」「β波」など脳波に関する専門用語が頻出するが、精神科医の斎藤環や東京大学大学院情報学環教授の馬場章、医学・医療用機器や関連技術の教育研修を手がけるメディカルシステム研修所などにより以下の指摘があるため、あらかじめ注意されたい。
- 森が独自に開発した簡易型の脳波計は、実験当時において厳格な医学的手続きを踏んでいなかったため、医療機器に該当しないうえ、計測方法にも疑問がある。
  - この簡易脳波計が示すデータの主成分は筋電図であり、このデータから脳波のみを取り出すことは不可能であるとする実験結果もある[4]。
  - のちに、特許局の審査により、「脳波活動定量化計測装置」として研究用に認可された（特許番号3295662）[5]。また、2004年には薬事法によるクラスI（一般医療機器）に分類され、許可番号（22BZ0177）を受けており、2006年の薬事法改定で機器分類はクラスIからクラスII（管理医療機器）に分類され、2007年9月8日にテストを受け承認番号を取得した（21800BZX10027000）（21800BZX10028000）。現在の一般名称は「脳波スペクトル分析装置」と改定されており、医療機器として使用できるよう認可されている。
- 森の発表における「α波」、「β波」の定義は一般的に用いられている定義とは異なる（森の定義を示す物にはカギ括弧を付けている）。
  - 『ゲーム脳の恐怖』の「α波」・「β波」の初歩的な説明において、一般的なα波・β波とは異なる。たとえば、「α波」を「徐波」と呼ばれる異常な脳波としているが、一般的にはα波・β波ともに正常な脳波で、いかなる場合も「徐波」とは呼ばない。
  - 一般的な定義におけるα波・β波は、目を閉じたり開けたりした程度で（視覚の刺激が変化しただけで）簡単に入れ替わる。本理論では独自定義の「α波」・「β波」それぞれの大小で単純に脳の状態を判別出来るとしている。
  - 森は「α波」に対して「β波」が低いことを「痴呆症（認知症）」とみなすとしている。しかし、一般的に認知症にかかわる臨床医にとって事実ではなく、α波に対してβ波が低いことを「痴呆症（認知症）」とはみなさない。森の研究においては、この自前の新説からさらに新説を連結する展開となっており、まともな学問として疑問が残る。

本項のゲーム脳に関する解説においては、原則として森の発表に沿って記述し、ゲーム脳の反証や批判については、後の節で述べる。

### ゲーム脳の定義
長い歴史を持つテレビゲームは、今や若者や子供の定番の娯楽として普及しており、ゲームセンターや家庭用ゲーム機などでゲームに熱中する者も数多い。これを『ゲーム脳の恐怖』のまえがきで「テレビゲームが蔓延している」と表現した森は、自身が独自に開発した簡易型の脳波計（以降で述べる「簡易脳波計」は、すべて森独自のものである）で、テレビゲームのテトリス（『ゲーム脳の恐怖』内では「積み木合わせゲーム」と表現）などをプレイしている人間の脳波を計測した結果、ゲームに熱中している人間の脳波にはβ波が顕著に減衰する場合があると発表した。そして、この状態の脳波は簡易脳波計における認知症患者と同じだとし、脳の情動抑制や判断力などの重要な機能を司る前頭前野にダメージを受けているという説を論じている。
森は、脳波の中でもとくにα波とβ波の関係に着目し、数人の被験者を対象にゲームが脳波に及ぼす影響を調べた。その実験結果によれば、テレビゲームを始めるとかなりの割合でゲーム中にβ波がα波より低位になり、β/α値（α波に対するβ波の割合）が低下する。すなわち、ゲームをすることでβ波が激減してほとんど出ないようになるという。また、普段ゲームをしていない人はゲームをやめるとすぐにβ/α値が元に戻るが、一日に何時間もゲームをするなどゲーム漬けになっている人は回復が遅く、簡易脳波計において認知症患者と同じような波形を示すという。森はこの状態を「ゲーム脳」と定義した。
ただし、森の簡易脳波計で計測された脳波においては「認知症患者と同じ」としながらも、森は短時間のお手玉を2週間続けることでこの状態を回復できるとしている（ここでいう回復とは、β波が上昇することを指す）。また、この状態になっていても、記憶障害や言語障害などの認知障害や、脳の梗塞や萎縮といった、一般に知られている「認知症の症状」は一切伴うものではない。この点において、治療法が確立されておらず重度の障害を伴うアルツハイマー型認知症などの「医学として定義されている認知症」とは大きく異なる。
この違いについて、森は「若者は脳のほかの場所は働いているから、会話もできるし、ものを覚えることもできる。認知症の人は、こういったこともできなくなっている」としている。

### ゲーム脳研究の始点
森は当初、高齢者の脳波の測定を目的に「認知症のレベルを定量化できる」とする独自の簡易脳波計の開発を行っていた。2000年頃、この簡易脳波計の開発を委託していたソフトウェア開発会社のプログラマ8名を被験者として試作段階の簡易脳波計の動作検証を行ったところ、β波の出現割合が著しく低い、つまりこの簡易脳波計において「認知症」の状態とされる脳波であることが発見された。森は機械が壊れているのかと疑い、プログラマ以外の者で測定してみると、ここでは正常とされる結果が出た。そこで、最初の被験者となったプログラマ達と面談した結果、彼らが「認知症」とされる脳波を示した理由について
- ソフトウェア開発者の仕事は視覚情報が強く、前頭前野が働くのは勤務時間内でもほんの一瞬で、使い続けていない。
- 彼らの仕事は、設計図を描くわけではなく画面（主にソースコード）を見て作る。
- 朝9時に席に座り、夕方5時までずっと画面を見ている。
- ひらめいたり、集中しているのはわずかな時間で、ただ画面をみている時間のほうが圧倒的に長い。
- 彼らは、ほとんど会話をせず一日を過ごすパターン。
- コミュニケーションがほとんどなく、昼休みもひとりで弁当を食べているだけ。
- 家に帰ってもディスプレイに向かうことが多く、あまり口をきかない。
- 彼らのうちのひとりが「言われてみると、自分でも少しオタクっぽいかな、と思うこともある」と話していた。

以上のような点を挙げた。
この結果を受けて、森は、前頭前野の機能低下（森の簡易脳波計において、β波の割合が低いことを指す）は画面に向かう時間が長いのが原因ではないかと仮定し、視覚が中心であるテレビゲームにおいての脳の状態について調査を行うことにした。森が所属している日本大学の学生のうち、まずテレビゲームを長く遊んでいるという学生10名を対象にこの簡易脳波計で計測を行ったところ、β波がほとんど出ていない、α波やβ波が重なっているなどの結果か出た。その後、無作為に選んだとする幼児から大学院生までの約300人（ただし、2002年7月8日の毎日新聞の報道では、6〜29歳の男女240人としている）を対象に脳波を調べ、各被験者のゲーム中のβ波の出力をもとに調査を行った。これらの調査においての簡易脳波計におけるβ波の有無を、「認知症」の問題とは別に、テレビゲームとの関連性と位置づけたものがゲーム脳だとしている。

### 定義された脳の分類
森は多くの大学の学生（標本集団である人数には触れられていない）に協力を受け、簡易脳波計を使ってテレビゲーム中の脳波の調査し、脳波の傾向などを以下の4種類に分類した。
ノーマル脳タイプ
テレビゲームにほとんど接しない人の脳波とされ、森の簡易脳波計上においてβ波が低下しない。『ゲーム脳の恐怖』の中では、「初めてやることなので、次の動作を考えながら意思決定をおこなうために前頭前野が活動しており、β波の活動が低下しないものと考えられる」としている。
ノーマル脳タイプの人物像としては、被験者のうち一人の学生について「印象として、この人は礼儀正しく、学業成績は普通より上位だった」としている。塾に行く必要のない生徒が多く、学校の授業で先生が話した内容をノートに書き写す授業（攻めの授業）でもノートに書き写さなくても理解できる生徒が多い。
ビジュアル脳タイプ
頻繁に入る視覚情報によって前頭前野を使うことなく手を動かすために、後頭部の中心にある神経回路が強固になっている状態としている。この状態について、森は「前頭前野の脳細胞が働く必要性が減っていくことから、β波の急激な減少が生じるものと考えられる」としている。
ビジュアル脳タイプの人物像としては、「学業成績も普通から上の人が多い。このタイプの人のなかには、某大学で四年間成績がトップで、特待生の人もいた」としている。
半ゲーム脳タイプ
小学校低学年から大学生になるまでに、週に3〜4回、1日に3時間以下テレビゲームに接している人の脳波とされる。森の簡易脳波計上において、ゲームの開始と同時に前頭前野の活動が低下しているとしている。β波はほぼ見られなくなり、β/α値はほぼ0を示す。「後頭部中心の視覚系の回路が強固になっていると思われる」としている。
森は「ゲームを行う前のデータは少ししか計測できていませんが」と前置いたうえで、実験結果から半ゲーム脳を3つのタイプに分けており、そのなかのひとつのタイプについては「少しキレたり、自己ペースといった印象の人が多くなってくる。ゲーム中に声をかけても、"うるさい" 程度の返事しか返ってこないだろう。日常生活において集中性があまりよくなく、もの忘れも多いようだ」と推測を含めた印象を述べている。
ゲーム脳タイプ
小学校入学前、もしくは小学校低学年から大学生になるまでに、週に3〜4回、1日に2〜7時間テレビゲームに接している人の脳波とされ、「前頭前野の脳活動が消失したといっても過言でないほど低下している」としており、これを「視覚系神経回路が強烈に働き、前頭前野の細胞が一気に働かなくなるため」と説明している。
森は、このタイプの者を「キレる人が多いと思われる」と推測しており、「学業成績は普通以下の人が多い傾向。もの忘れは非常に多い人たち。時間感覚がなく、学校も休みがちになる傾向にある」との印象を述べている。またそのうちの一人が、自らを「よくもの忘れするタイプ」と申告していたことについても触れている（これはある被験者自身の主観による申告に過ぎない）。
さらに、「主観かもしれないが」と前置いたうえで、「表情が乏しく、身なりに気を遣わない。気がゆるんだ瞬間の表情は、ボーッとしているような印象で、認知症患者のものと酷似している」と森の主観での印象についても述べている。
その他、「ゲーム脳タイプ」に分類された者の特徴として以下のような分析がなされている。
- 学校の先生の授業の内容についていけず、先生が話した内容をノートに書き写す授業（攻めの授業）では先生の話す速度についていけず、全ての内容をノートに書き写せなかった人も多い。それよりも簡単な先生が黒板に書いた事（受身の授業）をノートに書き写すが内容を理解していなかった生徒も多いらしく、塾へ行って何回も同じ問題を復習しているのに、なかなか理解できない生徒も多い。
- 授業中に馬鹿騒ぎ等でみんなに迷惑を掛けたり、居眠りをする生徒もいる。また、バトル漫画や対戦格闘ゲームでも言葉遣いの悪いキャラが登場する為、その言葉遣いを真似して、先生に説教されたり、気に入らない友人がいると、ストレス解消の為に面白がって友人の悪口を言う生徒もいる。
- 運動が苦手な生徒が多く、体育の授業で「疲れたな」と言って担当の先生に説教される。
- 学校に来ている理由が勉強する為でなく、給食を食べる為という生徒もおり、ちゃんと授業を受けない生徒が、給食の時間になると真面目な顔になり、ご飯一粒残さずに綺麗に完食する。

このタイプ分けが正しいとする前提の元で、実践的に活用された例として埼玉県川口市の市立東本郷小学校で行われた取り組みが挙げられる。この小学校では、森の協力により、保護者の承諾を得られた児童約300人（全児童の約9割）を対象に脳波を測定した。この測定結果をもとに、児童たちをそれぞれ「ノーマル脳」「半ゲーム脳」「ゲーム脳」の3種類に分類し、それぞれのタイプ別に生活の改善指導が行われた。

### ゲーム脳の原因と特徴
森はゲーム脳の背景について、以下のように考察している。
1. ゲームでは視覚と運動の神経回路だけが働き、「考える」ことが抜け落ちる。
2. ゲームを長く続けると、前頭前野の活動低下が慢性化する。
3. テレビなどの視覚刺激になれた人（ビジュアル脳）はゲーム脳に移行しやすい。

ゲーム脳の原因については、森はテレビゲーム、コンピュータ操作、携帯電話のメール入力操作を挙げている。また、テレビやビデオについても脳への影響があるとしており、子供には長時間見せないようにとしている。ゲーム脳型の人間になると、大脳皮質の前頭前野の活動レベルが低下し、この部位が司る意欲や情動の抑制の機能が働かなくなって、思考活動が衰えるという。これが感情の爆発、いわゆる「キレる」状態にもつながり、ひいては凶悪な少年犯罪にもつながる、という危惧を述べている。また実験としてホラーゲームをプレイしてもらった大学生が、「このゲームを一人で深夜にプレイすると、恐怖心にかられる」との感想を述べていた。この感想のみをもとに、森は「くり返しおこなっているとナイフで自分を防御しようと思うようになるかもしれない。さらにエスカレートすると、自分の身を守るために警官のピストルを奪おうとする行為に及んでしまうかもしれない」と推測を述べている。その他のゲーム脳の特徴として、森は「無気力（ぼーっとしている）」「笑わない」「コミュニケーション不全」「記憶力が悪い」「落ち着きがない」「集中力に欠ける」「約束を守らない」「羞恥心がない」「理性がない」「もの忘れが多い（数分前のこともすぐ忘れる）」などの事象を挙げている。
また、森は、『ゲーム脳の恐怖』の中で、子供に以下のような印象があれば、簡易脳波計がなくても、見た目だけでその子供がゲーム脳であるという見当をある程度つけられるとしている。
- 幼い子供でも、無表情で笑顔がなく、子供らしくないなという雰囲気であること。
- 自分勝手であること。もしくは、羞恥心がないこと（人間らしさが乏しい印象があること）

このゲーム脳状態を回復させる方法として、お手玉のような遊びを推奨している。森によると、一日五分のお手玉を二週間継続すれば、前頭前野のβ波未レベルが改善できるという。さらに、全身をフルに使った運動も推奨している。運動中はβ/α値が下がり（これに関しては、『ゲーム脳の恐怖』内に掲載されている、「ゲーム脳および認知症とされる脳波」と「運動中の脳波」は同じものであるという指摘があるが、本書では後者のみを良い脳波としている）、運動をした後にβ/α値が上昇するというデータも示されている。また、「ゲームは一日30分（または15分）まで。その後は、3倍の時間読書をさせ、その感想文を書かせるように」といった呼びかけも行っている。
ただし、テレビゲームの中でも例外が存在し、『ゲーム脳の恐怖』内では、体を動かすダンスゲーム（ダンスダンスレボリューションと思われる）では運動時に似た効果がある（β/α値がプレイ中に下降した後、プレイ後に上昇する）としている。

### 自閉症とゲーム脳
2005年、ある小学校で保護者らなどを対象に行われたゲーム脳に関する講演で、森が自閉症に関して言及し「最近、自閉症の発症率が100人に1人 = 1%と増えているのは、ゲーム脳のせい。先天的な自閉症の数は変わらないので、増えた分はゲーム脳による後天的自閉症だ。」と発言したという伝聞がインターネットコミュニティを中心に広まった。医学上の通説によれば、自閉症は先天性の脳機能障害であり、あらゆる外的要因でも後天的に起こる自閉症は一切存在しないとされている。このような誤解が広まると、自閉症を抱えた子どもを持つ親は辛い思いをすることになるため、この発言が事実とすれば、自閉症に対する理解不足のみならず、倫理的な観点からも問題がある。
ある主婦が運営するウェブサイトに、自身が参加した講演のレポートとして掲載されたのが知られる発端であり、そのレポート上でも自閉症に対する大きな誤解であることを明確に記していたため、重大な問題発言であると受け止めた個人ブログやウェブサイトなどに取り上げられ、次第に広まっていった。
これを知ったあるブログ運営者が日本自閉症協会（現・NPO法人東京都自閉症協会）に質問メールを送付したことを受け、協会は森に抗議文書を送付したが、森は自身の発言を否定しており、録音した音声などの正式な発言記録も残されていなかった。そのため、協会は抗議を撤回し、ウェブサイトに森への謝罪文を掲載することとなった。森は「ゲームで自閉症になるとは言っていないが、川崎医科大学（岡山県）小児科教授の片岡直樹がテレビにより自閉症類似の症状となるという研究を行っているのを紹介したことがある。自閉症の話を扱う際は、慎重に発言している」とした。
しかし、森の著書『ITに殺される子どもたち-蔓延するゲーム脳』（2004年刊）には「多動児や自閉症は先天的なものだけが原因とはいえない」という趣旨の記述が残されている。また、のちにある個人により、2004年に行われたゲーム脳を題材とした講演（伝聞で発言したとされる講演とは別の会場で行われたもの）の音声が公開された。ここでは川崎医科大学の研究について言及しているが、自閉症を抱えた子どもたちを「おかしい子ども」と表現し、「テレビ・ビデオが原因で自閉症の状態になる」「岡山では100人に1人が自閉症であるが、先天的なものは非常に少ない」という森の発言が残されている。

### 将棋とゲーム脳
森は過去に「将棋も最初は脳が働くが、繰り返して慣れると脳の動きがパターン化して働かなくなってしまう。初期の段階はいいと思う。」と発言した。テレビゲームにおける「将棋のゲーム」については、『ゲーム脳の恐怖』の中で「ゲーム脳タイプの被験者においてβ波の活性がやや高まるケースがあったが、慣れるとβ波が低下したままになってしまう。考えなくてもゲームができるようになるからだろう」として、測定結果から、テレビゲームの形態では「考える」ことが抜け落ちた状態で将棋を指してしまうことになると指摘している。
のちの2004年に行われた講演では、「（実物の）将棋や囲碁は、指先だけでなく腕を動かすことにゲーム脳を防止する効果がある。」としつつも、「テレビゲームの将棋や囲碁は、慣れないうちは良いが、慣れるとパターン化してゲーム脳になってしまう」としている。つまり、高度な思考を伴うはずの将棋や囲碁であっても、その形態がテレビゲームであればゲーム脳の原因となり、実物がテレビゲームのものとは対照的にゲーム脳抑止に効果があるとする根拠は「腕を動かすから」の一点のみ見解として示している。
一方で、東北大学教授の川島隆太によると、「囲碁や将棋のプロ級の対戦では前頭前野がほとんど使われていなかった」という実験結果から、これは多くのテレビゲームにおける実験結果と類似しているとしており、東京大学教授の馬場章も、棋士の羽生善治が将棋を指しているときの脳波を「しっかりとした脳波計」で測定したところ同様に前頭前野が全く働かなかったという結果が出たとしている。馬場は、実験結果から「ゲーム脳の定義をそのままあてはめると、羽生もゲーム脳にあてはまってしまうのではないか」と指摘している。
なお、川島と馬場の両者は、ともにゲーム脳の「テレビゲームにより脳が壊れる」というゲーム脳の理論を一貫して支持しない立場にあり、これらの見解はゲーム脳仮説そのものを否定する意図によるものである。

### メール脳
ゲームに限らず、携帯電話を頻繁に利用する若者も、ゲーム脳と同様に前頭葉の働きが低下するという。森はこれをメール脳と名付けた。森によると、携帯電話のメールを利用する中高生210人を約2年間に渡って調査したところ、全体の約6割に集中力の欠如や、忘れ物が多いなどの傾向を発見し、ゲーム脳と同じか、それ以上に前頭葉の働きが低下した。また、テレビゲーム経験がなく、パソコンも所有しないが、携帯電話でメールを毎日1時間程度入力するという女子高校生が、携帯メールの入力時にβ波がほぼ半減していたという結果についても触れている。

### ネトゲ脳
2012年に発行された森の著書『ネトゲ脳 緊急事態 - 蔓延する「ネット&ゲーム依存」の正体』においては、著書名にもある通りネトゲ脳という言葉が提唱された。しかし、本書にはネトゲ脳の新しい定義ではなく、終始ゲーム脳についての持論や批判への反論が書かれており、「ネトゲ脳」は実質的に「ゲーム脳」と同じ意味を持った言葉と思われる。
また、「ネトゲ」という言葉は一般的には「ネットゲーム（オンラインゲーム）」を指す俗語であるが、本書においてはネットゲームに限らず、ビデオゲーム、ソーシャルゲーム、ネットサーフィンなど、（オフラインを含む）デジタルゲーム全般とインターネットを混同したものを「ネトゲ」としている。

### 広い範囲を覆う仮説としてのゲーム脳
テレビや新聞などのマスメディアにおいては、少年および若者による凶悪犯罪事件が発生し、その犯人が過去や日常においてゲームを所持、または遊んでいたと判明した場合、しばしば森にインタビューを求めたうえでゲーム脳について言及し「犯行の原因がテレビゲームによるゲーム脳ではないか」と報じられることがある。
マスメディアの報道においてゲーム脳が取り上げられるケースは、凶悪な事件に限らない。JR福知山線脱線事故が起こった翌日、森は夕刊フジのインタビューで後の救助活動にて遺体で発見された運転士が「過去に乗務において3度のミスを犯していたこと」「事故寸前に総合司令所が運転士を呼びかけたが応答がなかったこと」の二点を理由に「注意力が散漫」「大事な場面で倫理的な行動がとれず、キレやすい」という特徴にあてはめ、「ゲーム脳の疑いがある」との見解を示した。この見解は当日の一面記事の見出しとなった。
これらの報道のほか、森は著書や講演において、若者のファッションの流行、マナーや言動の乱れなど、その他の行動などについても述べており、以下のような事象についても「すべてゲーム脳ないし何らかの脳の異変が原因で理性や羞恥心などを失っているためである」と述べている。
- 若い女性が電車の中で化粧をする行為
- 若者が電車のドア近くの床に座り込む行為
- 若者がチャラチャラしたもの（ストラップやアクセサリなど）をファッションとしてたくさん身につける行為
- 若者がお尻を半分出す行為（いわゆる男性の「腰パン」、女性の「ローライズパンツ」のことと思われる）
- 若者のカップルが人前で抱き合ったり、キスをしたりする行為
- 若者が定職に就かない（フリーターになる）こと
- 森の友人の息子が飼っていたカブトムシが死んだ際に、「パパ、電池を交換したらいいよ」と話したこと
  - 「カブトムシと電池」の話は、まだテレビゲームが存在せずカブトムシが販売されるようになったばかりの1970年頃には既に存在している。現に1974年の国会でも問題として挙がっており[22]、都会に住む子供の自然との隔たりを問題として提示するエピソードとして、しばしば用いられていた。なお、電池で動くカブトムシのおもちゃは実際に売られている。
  - こういった話は、現在ではジョーク的な都市伝説として知られている。
  - 「電池を交換すれば動く」のほかに「ぜんまいを巻けば動く」というバージョンもあり、井上陽水の『ゼンマイじかけのカブト虫』（1974年）という歌にも歌われている。なお、ぜんまいで動くカブトムシのおもちゃは実際に売られている。
- 森がある学校で講演を行った際に、生徒に「僕はゲームの中では彼女ができるけど、現実の世界では女の子と話すことができない。どうしたらいいのか?」と質問されたこと

さらに、文部科学省の調べによる近年の高校生の学力低下についても、ゲームやITが原因としている。
北海道大学医学部教授の澤口俊之は、講談社のウェブサイト「Web現代」で、女性が人前で平気で下着を見せるというようなこと（当時の女性の間で流行していたローライズパンツを履いた状態で座ると、股上が浅いために腰から「見せパン」が見える状態、および、アウターに見えるデザインのブラジャーである「見せブラ」のことを指している）を羞恥心の欠如と考え、前頭前野の働きが鈍っているのではないだろうかという仮説を立てたが、ゲーム脳が原因であるとは述べていない。
また、『ゲーム脳の恐怖』のまえがきでは2001年開催のテレビゲームショーを訪れた際、「中学生風の女の子が、左右に立派な白い羽をつけたエンジェルの格好をして、真面目な顔で歩いていた」こと、その周りに「ゲームのキャラクターの衣装に身を包み、無表情で歩いている小中高生が百人前後いた」ことについて、ショックを受け日本の将来について危機感を覚えたと述べている。なお、これはごく一般的なコスプレであり、コミックマーケットや東京ゲームショウのように、コスプレ専用のスペースが設けられるイベントもあるため、まったく珍しいものではない。
こういった主張がマスコミの報道や講演を通して広く認知されたことにより、「テレビゲームやITは犯罪の温床となる」または「学力を低下させる原因」という認識を持つ層が現れた。ゲームやITが絶対悪であることを望む保護者や教育関係者らに支持され、小学校などの教育現場で児童・生徒にゲーム脳の影響を教育したり、ゲームの規制を呼びかける際の論拠としてしばしば引き合いにされたりすることがある。また、自分または自分達と思想・主張が異なったり対立したりしている者を「あいつはゲーム脳だから」などと非難する際に用いられることもある。
その一方で、科学的正当性や根拠、客観性などについての反証や批判的な見解も少なくない。その他の批判や反証については、後の節で述べる。
また、暴力的な表現を含むゲームの子供への影響については、ハーバード大学の2人の心理学者による2004年から5年間にわたる研究により、「影響は武道アクション映画の視聴後と同程度であり、ストレス発散に過ぎない」、en:Oxford Internet Instituteの2019年の研究は、心理的欲求不満により心理社会的機能を損なう経過という点において、制御不能なゲーム行動という経路は重要では無く欲求不満の兆候の1つであると示唆する。、アメリカ心理学会の2020年の知見として怒鳴ったり押したりするような攻撃性との間に小さな関係性は認められるがより暴力的な問題にもそれを適用する事は困難であるという研究結果が存在する。詳しくは残虐ゲームの項目を参照。

### 研究発表
ゲーム脳に関する研究については、2002年10月以降、森が主催する日本健康行動科学会の学術大会において口頭発表を行なっており、同会の会誌には英語論文が掲載されている。
また、のちに森は128チャンネルによる追試実験を行い、ゲーム依存症の被験者の前頭前野をはじめとした大脳皮質全体のβ波が低下しているというデータを示したとしている。

### 肩書きについて
森はマスメディアで「脳神経学者」の肩書きとされることが多いが、実際は文学部出身（日大文理学部体育学科）であり、修士号は教育学で取得（同大学教育学研究科）、博士課程で医学に転向した。博士論文は脳神経ではなく筋肉に関する論文であり、専門分野は運動生理学のみとされている。

## 提唱者に関する誤った認識
「テレビゲームで脳が壊れるという理論の最初の提唱者は、東北大学教授の川島隆太である」という説があるが、これはイギリスのタブロイド誌が川島の発言を誤解して報じてしまったためであり、誤りである。川島本人はこれらを発端とした一連の出来事を「忌まわしい過去の出来事」と書き、「テレビゲームで遊ぶことで脳が壊れてしまうことは100%ない」と書いている。川島自身もゲームと脳機能の関係についての研究は行っているが「ゲームの種類により使う脳が違うために "ゲーム" という一括りにはできない」とし、ゲーム脳のような「ゲームをすると脳が壊れる」という理論を「全くの迷信、妄想」と述べている。8割ぐらいのゲームは「前頭前野の働きが下がる」という実験結果も出ているが、この「前頭前野の働きが下がる」状態は「肩が凝っているときに肩をもんでもらい "気持ちいい" と思った瞬間と全く同じ反応」であると分析し、その結果から「ゲーム中の脳はリラックスしている状態。脳のリラクゼーションアイテムだと私たちはとらえている」としている。
2004年以降は、セガトイズから発売された知育玩具「脳力トレーナー」(ゲームソフト版も発売されている)や、任天堂のゲームソフト『脳を鍛える大人のDSトレーニング』など、脳および前頭前野を活性化できる携帯ゲームや脳トレの監修も積極的に行っている。
しかし、2006年には、ゲームをした直後には一時的に前頭前野が働きづらいとしており、実際の心理学的なテストでもゲーム直後は前頭葉を使う課題の成績が落ちるという結果も出ているとしている。その反面、脳の後ろの部分(特に視覚的情報を処理する部分)は、ゲームをした直後に一時的によく働くようになり、この部分を使う課題の能力も向上するとしている。これらの実験結果から、「ゲームをすることによって、我々の脳に何らかの影響を与えるらしい、その直後の作業に。前頭葉の作業は抑制的に働き、視覚情報処理系の作業には亢進的に働くという性質が見えた。」と分析し、「学習には前頭葉を使うから、そういう意味では学習する前にはしないほうがいいだろう。しかし、学習をした後や、本を読んだ後にゲームをすることには何ら問題はないだろう。」としている。

## 反響と論争
ゲームの危険性を論じた森の著書『ゲーム脳の恐怖』は、脳波測定という科学的手段を用いたことで話題になり、ベストセラーとなった。
マスメディアのIT関連記事や、少年犯罪およびそれに類する事件の報道(長崎男児誘拐殺人事件、佐世保小6女児同級生殺害事件、寝屋川小学校教師殺傷事件、土浦連続殺傷事件、秋葉原通り魔事件など)、ひきこもりなどの心の問題を扱った特集で幾度にわたって大きく取り上げられた結果、PTAや教育関係者、自治体(都道府県知事)、警察官僚を中心に支持されており、自治体により森を招いた講演会が開催されたり(その他の団体主催のものとして、2008年4月16日に世日クラブ主催・世界日報後援による講演会も行われている)、青少年保護育成条例の強化や、ゲームの規制を働きかける際の根拠としてしばしば引き合いに掲げられるケースも多くある。また、2006年に発売された森の著書『元気な脳のつくりかた』は、日本PTA全国協議会推薦図書となっている。
『ゲーム脳の恐怖』発表と前後して、文部科学省は2002年3月から始めた「脳科学と教育」研究に関する検討会の答申で、ゲームやテレビなどを含む生活環境要因が子供の脳にどう影響を与えるかを研究するために、2005年度から一万人の乳幼児を10年間長期追跡調査することを決定した。この中で、ゲームの影響も調べられるという。
また、テレビや新聞などのメディアもゲーム脳を無批判に取り上げるケースが少なくなく、その一例として、東海地区ローカルの番組「UP!」(メ〜テレ)2006年2月14日放送分において、ゲーム脳を完全に肯定する形での特集が放送されている。これらの多くは、森自身もインタビューに登場するなどの形で全面的に協力している。
毎日新聞・岡山版のコラム「きび談語」では、ゲームやインターネットの進歩と少年犯罪の件数に負の相関があることを指摘しており、ゲーム脳は脳神経科学的な観点だけでなく犯罪統計的にも説明できない学説であるとしている。
作家の川端裕人が森の講演会に聴衆として参加し、質疑応答でこの疑問を投げかけたところ、「日本の子供が笑わなくなり、キレるようになり、おかしくなっているのを見て、日本のためにやっている。そういうのを問題にするあなたの方が日本人として非常に恥ずかしい。」と返答し、疑問に対する回答を示していない。
認知心理学者の海保博之は、こんな主張でも耳を傾けてしまうほど、ゲームが子供の世界に食い込んでしまったことを認識することが大切なのではないかとしている。
国際ゲーム開発者協会日本（IGDA日本）代表の新清士はゲーム脳問題に対して、ゲーム業界がなんらのリアクションもせず、『ゲーム脳の恐怖』の影響が社会に浸透するに任せてしまった事実を失敗とする認識を示している。

## 反証と批判

### 学者・有識者による批判
ゲーム脳理論が教育者やマスメディアに支持される一方で、学者・有識者などからは、ゲーム脳に対する根強い反証や批判も少なくなく、マスメディアによりこれらの批判が報じられることもある。これらは森が提唱した仮説の否定であり、「ゲーム脳」とは無関係な事象への言及、たとえば「ゲームを遊びすぎることの肯定」につながるものではない。
津本忠治
日本神経科学学会会長である津本忠治は、『ゲーム脳の恐怖』や、よく似た理論である『脳内汚染』(岡田尊司著)といったトンデモ本とされるものに対し、「『似非脳科学』『とんでも脳科学』が本屋に並んでいる。こういった本は放置しておけばよいとの見方もあるかもしれないが、神経科学に対する信頼性を損なうなどのマイナス効果を生み出すと思われる。したがって、間違いをただし、正確な情報を一般社会へ発信するよう努力したい。」と述べている。同学会が2010年に改定した研究倫理指針でも「ゲーム脳」などの俗説を危惧する記述がある。
川島隆太
東北大学教授である川島隆太は、「ゲーム脳」という言葉が出始めた当初から一貫して「ゲームで脳が壊れることはない」としており、当初ゲームの種類や年齢、ゲームへの取り組み方などによる脳の反応の研究結果が一切なかったことから「ゲーム脳」を「個人の単なる妄想であると思っている」と述べている。また、「(「ゲーム脳」のような考え方は)全くの迷信、妄想だ」としている。
久保田競
京都大学名誉教授で日本福祉大学教授の久保田競は『ゲーム脳の恐怖』を取り上げ、「脳波を、特定の脳領域の働きと対応づけるのは難しい」「実験の組み方にも疑問が残る」と書いている。
菊池誠
大阪大学教授の菊池誠は2006年のNHKの番組で、ゲーム脳をマイナスイオン、ゲルマニウムの効用、水からの伝言などとともにニセ科学として「科学的に信頼しうる根拠がない」「子供がゲームをしすぎるのは科学ではなくしつけの問題。しつけの根拠に科学を求めてはいけない」などと指摘した。それに続けて、社会に結論だけを求める風潮が蔓延しつつあるとの疑問を呈した。また、菊池は自身のブログにおいても批判を書いている。
馬場章
東京大学大学院情報学環教授の馬場章は、「ゲーム脳は日本でしか言われていない。外国でゲーム脳なんて言ったら笑われてしまう。」と前置きし、脳波の基本的な定義から間違っていること、認知症患者と「キレやすい」特徴の因果関係が結びつかないことなどについて指摘している。
小笠原喜康
森と同じ日本大学文理学部教授の小笠原喜康は、マスコミを通じて流される言説の「嘘の形」の一例として、『ゲーム脳の恐怖』を取り上げている。『ゲーム脳の恐怖』には、「権威に訴える虚偽」「研究方法に関する虚偽」など、昔から知られる虚偽論法の典型をいくつも見いだせるとしている。
斎藤環
精神科医の斎藤環は「脳に関する記述は、正しい情報が8割くらい。でも残りの2割に、とんでもないミスがゴロゴロしている。」と述べ、脳の基礎知識や脳波の計測方法などの基本的な部分から誤っているなど矛盾を突いている。
香山リカ
精神科医で立教大学教授の香山リカは、科学的根拠のない「ゲーム脳」がなぜこれほどまで幅を利かせているのかを考察している。
川端裕人
作家の川端裕人は、地元で行われた森の講演に聴衆として参加し、質疑応答として、森の面前で「ゲーム脳と少年犯罪の関連について、恣意的な解釈を行っている」などの疑問を呈した。また、この講演を主催した世田谷区教育委員会に対し、「いかがわしい疑似科学をあたかも科学的なものとして紹介することは、科学教育、理科教育としてとてもまずいことではないか。」との意見を申し入れた(これを受けて、作家の野尻抱介なども世田谷区に意見を申し入れている)。
宮崎哲弥
評論家の宮崎哲弥は「『ゲーム脳』理論のように、一般に浸透してしまう疑似科学も急増中」「この手は学者や専門家の著作ということもあって、大新聞の書評欄などでも無批判に賞揚されたりするから要注意だ」と書いている。
メディカルシステム研修所
株式会社メディカルシステム研修所は「『ゲーム脳』の判定根拠とされる脳波の計測とその評価法は正しくない点が多いと思われ、不正確な知識が蔓延していくことは看過できない。」としている。
毎日新聞
毎日新聞は、「ゲーム脳」に対して専門家の批判が強いことについて取り上げ、批判の理由や、それに対する森の発言の一貫性のなさ、そして「ゲーム脳が悪いのか」という問に対して答えを見いだす科学的材料が現時点で存在しないとしている。また毎日新聞・岡山地方版のコラム「きび談語」では、少年犯罪の取材でしばしば触れる「ゲーム脳」を「とんでもない "ご意見"」で「うんざりさせられる」ものであるとし、科学的な懐疑が多く出されているうえに、犯罪統計的にも説明できない(ゲームやインターネットの進歩と少年犯罪の件数には負の相関がある)学説であると指摘したうえで、「思いこみで事件を語ることは有害以外の何ものでもない。キレる子供は昔もいたし、今もいる。統計から見えてくる課題を見落とすことがないようにしたい。」と結論づけている。
朝日放送
朝日放送の報道番組『NEWSゆう』では「少年犯罪報道におけるテレビゲーム」の特集が放送され、「ゲーム脳」説に科学的矛盾や批判が多く存在していることについて言及しており、この説が報道機関に定着したことについて、報道統括デスク記者は「我々マスメディアも反省しなければいけない」と述べた。また、世の中がこれほどまでにゲーム脳説に飛びついた原因として、「"魔女狩り" の要素があるからではないか」と分析した。特集中では、京都大学名誉教授の久保田競により「ゲーム脳」の三段論法が解説されており、記者はこれを「非常に危険な断定」と指摘した。さらに、久保田と東北大学教授・川島隆太の「前頭葉の発達に一番必要なものはコミュニケーション」という研究結果に注目し、犯罪などの原因としてゲームにおける「暴力表現」を安易に結びつける風潮にも疑問を呈しており、「"テレビゲーム" と "今の子供の行動" の因果関係を『ゲームが悪い』と決めつけるのは危険」とした。これを受けて、キャスターの保坂和拓は「冷静な議論がもっと必要」と結論づけた。
山本弘
日本トンデモ本大賞を運営する作家の山本弘は『ゲーム脳の恐怖』を以下の3つの理由から、「三拍子揃ったトンデモ本」と評している。
- 「研究対象について無知」(森はFFやRPGという用語などの基礎知識も知らない無知者と指摘)
- 「科学的な手順を踏んでいない」(自分で開発した装置を使い、統計における標本の数値が示されていない)
- 「論旨がデタラメ」(『ゲーム脳の恐怖』の本書に記載されている「”ゲーム脳”状態の脳波」と後半のページに記載がある「”スポーツ後”の脳波」が同じ脳波でありながら、スポーツ後の脳波だけを良いものとしているなど、当てはまるときにだけゲーム脳論を展開しており、恣意的な解釈になっている)

府元晶
森が提唱するゲーム脳理論に関する不整合性に関しては、CESAが発行する小冊子『テレビゲームのちょっといいおはなし 3』に掲載された『「ゲーム脳」とは何か？〜「日本人として非常に恥ずかしい」』でフリーライターの府元晶が詳細に反証している。
イギリスの一般向け科学雑誌『New Scientist』では、「実験や解析の詳細な手法が公表されていないため、結果の妥当性を判断できず、また仮に結果が正しかったとしても、それを脳へのダメージとみなす理由はない。」とゲーム脳理論を批判している。
直接の批判ではないが、2009年にアメリカの研究機関・Mind Research Networkは、テトリスをプレイすることで大脳の、感覚器官や複雑な動作を司る部位の皮質が厚くなり、論理的思考や言語を司る部位では効率化が進んだという、「ゲーム脳」とは正反対の研究報告を発表した。
ゲーム脳、および『ゲーム脳の恐怖』への疑問点の指摘がある。
なお、作家やライターなどの有志で結成され、いくつかのベストセラーを生み出していると学会により、『ゲーム脳の恐怖』が、2003年度の第12回日本トンデモ本大賞にノミネートされ、次点に選ばれた。その後は、と学会の書籍『トンデモ本の世界T』でも書評が取り上げられている。

## 類語・派生語
「○○脳」というワードは、主に揶揄・レッテル貼りの意図で用いられる。

### ゲーム脳
ネットにおいて、ゲーム脳という用語を本来の定義とは違う「科学的に疑問の多い仮説であるのにもかかわらず、「ゲーム脳」という人体に悪影響を与える現象が実在していると信じる考え」という意味を指して、メディア・リテラシーのなさを揶揄してゲーム脳と呼ぶ場合もある。同様の意味で「ゲーム脳脳」というインターネットスラングも存在する。
インターネットスラングとしては、「ゲーム＝絶対悪」で、つまり上項にもある「何でもゲームが原因である（もしくはそうしたい）」と短絡的に思考をする人を揶揄する目的で使われることもある。何でもゲーム脳のため（ゲームのせい）だというところで「考えが抜け落ち」てしまうため、森の自説によれば、何も考えずにゲーム脳と言い連ねるのは「ゲーム脳脳」状態である、ということになる。

### テレビ脳
テレビ放送やビデオ映像の視聴が子供たちに悪影響を及ぼすという日本小児科学会による調査結果がある（この学会およびこの調査は、ゲーム脳の仮説および森昭雄とは一切無関係である）。この結果によると、テレビやビデオを長時間見て育った子供はそうでない子供と比較した場合、倍の確率で言葉の発達が遅れているという。この学会では一日にメディアに触れる総時間を2時間、そのうちゲームは30分までが目安としている。
この学会自身が提唱したものではないが、この調査結果を指す新語として「テレビ脳」が存在する。

### マンガ脳
『週刊文春』2008年11月27日号では麻生太郎(当時・内閣総理大臣)が漫画を愛読していることと、しばしば漢字を誤読したことから『漢字だけじゃない! 麻生太郎の「マンガ脳」』との見出しを記事に使用。『週刊朝日』2008年12月5日号の記事でも『麻生「マンガ脳政権」の崩壊が始まった』との見出しが使用されている。その一方、同年6月にはアスペクトより『マンガ脳 マンガを読むと頭が良くなる!』と題する書籍も刊行されている。なお、同書の著者・米山公啓は医学博士である。
これに対し、脳科学者の茂木健一郎は、テレビ番組内において「マンガを読むと馬鹿になる」という説に対して、記憶力・理解度を測る実験を行い、結果に基づき絵やフキダシ等マンガ特有の表現で、文章より脳の活性化の度合いが高いと説明し「マンガを読むと馬鹿になる説」を否定した。

### アニメ脳
マニアックであるほどアニメが好きな人を指す、そして時にはそういった人々を揶揄することを目的として使用されるアニメ脳という言葉も存在する。

### その他
「放射脳」や「コロナ脳」のように、特定の物事について常識とはかけ離れた思考・言動をする人を「〇〇脳」という語で揶揄する例がある。